# 麥克奈爾冰原島峰
67°52′S 63°23′E / 67.867°S 63.383°E
麥克奈爾冰原島峰（英語：McNair Nunatak）是南極洲的冰原島峰，位於麥克羅伯特森地，處於拉塞爾冰原島峰東南面9公里，現時由南極條約體系管理。